# Curtains (álbum de John Frusciante)
Curtains es el noveno álbum en solitario del guitarrista John Frusciante, lanzado el 1 de febrero de 2005, siendo la última entrega de una serie de seis discos en seis meses. El álbum tiene como característica la utilización bastante frecuente de la guitarra acústica, en comparación con las otras entregas, que se basaban más en la electrónica. Frusciante se encarga de la mayoría de los instrumentos usados en la grabación del álbum, aunque es ayudado por Carla Azar (percusión), Ken Wild (bajo) y Omar Rodríguez-López (guitarra). Se realizó un videoclip para la canción The Past Recedes, lanzado únicamente en Internet.

## Lista de canciones
1. "The Past Recedes" – 3:53
2. "Lever Pulled" (Rodríguez-López en primera guitarra) – 2:22
3. "Anne" (Rodríguez-López en primera guitarra) – 3:35
4. "The Real" – 3:06
5. "A Name" – 2:03
6. "Control" – 4:29
7. "Your Warning" – 3:33
8. "Hope" – 1:56
9. "Ascension" – 2:52
10. "Time Tonight" – 3:12
11. "Leap Your Bar" – 2:36

## Personal
- John Frusciante – voz, guitarra eléctrica y acústica, bajo eléctrico, melódica, piano, melotrón, sintetizador, treatments, productor, diseño
- Omar Rodríguez-López – guitarra en "Lever Pulled" y "Anne"
- Carla Azar – percusión
- Ken Wild – bajo
- Ryan Hewitt – ingeniero, mezclas
- Chris Holmes – mezclas
- Didier Martín – producción
- Bernie Grundman – masterización
- Lola Montes – fotografía
- Mike Piscitelli – diseño
- Dave Lee – técnico de equipamiento

- Datos: Q899625